# Sarcoglottis riocontensis
Sarcoglottis riocontensis là một loài thực vật có hoa trong họ Lan. Loài này được E.C.Smidt & Toscano mô tả khoa học đầu tiên năm 2004.